# Phobolosia brinleyana
Phobolosia brinleyana är en fjärilsart som beskrevs av Dyar 1914. Phobolosia brinleyana ingår i släktet Phobolosia och familjen nattflyn. Inga underarter finns listade i Catalogue of Life.